# 238817 Titeuf
238817 Titeuf è un asteroide della fascia principale. Scoperto nel 2005, presenta un'orbita caratterizzata da un semiasse maggiore pari a 3,0421007 UA e da un'eccentricità di 0,2440868, inclinata di 7,33129° rispetto all'eclittica.
L'asteroide è dedicato al protagonista dell'omonimo fumetto ideato dallo svizzero Philippe Chappuis.